# Jiří Mareš (fotbalista, 1992)
Jiří Mareš (* 16. února 1992) je bývalý profesionální fotbalista, který působil v klubech 1. FK Příbram (2006–2017) a SK Dynamo České Budějovice (2016). Je odchovancem SK Rpety, poté působil v SK Hořovice a v roce 2006 začal hrát za 1. FK Příbram. V roce 2016 hostoval v Českých Budějovicích.
V české lize si připsal 95 startů s bilancí 8 gólů a 8 asistencí. Ve druhé lize si připsal 11 startů s bilancí 1 gól a 2 asistence. Je také mládežnickým reprezentantem ČR v kategoriích U16, U17, U20 a U21. V roce 2012 vstřelil svůj jediný reprezentační gól proti Švédsku v Praze.
Od roku 2018 působil v Německu v klubu Spvgg GW Deggendorf, od roku 2019 působí opět v SK Hořovice, které hrají divizi.